# Budaörsi Katonai Temető és Emlékpark
A Budaörsi Katonai Temető és Békepark (németül Deutsch-Ungarischer Soldatenfriedhof) egy német-magyar katonai temető Budapesttől nem messze, Budaörs lakott területétől nyugatra, a Budaörsöt Budakeszivel összekötő 8102-es út mellett. A sírkertben, amely Magyarország legnagyobb katonatemetője, több mint 17 ezer olyan katona nyugszik, akik a második világháború magyarországi hadműveletei során vesztették életüket.
A haditemetőt azzal a céllal hozták létre, hogy a solymári brit katonai temetőhöz hasonlóan egy központi elhelyezkedésű, közös sírkert őrizze a második világháborúban hazánkban elesett német és magyar katonák emlékezetét, és nagy részük földi maradványait is. Ma több mint 16 300 német és mintegy 800 magyar katona nyugszik a mintegy 6 hektáros területen. Sokan közülük Budapest 1944. október 28. és 1945. február 13. közötti ostroma során estek el, de átszállítottak ide holttesteket az ország más részeiről is, ehhez mintegy körülbelül 1400 helyszínen exhumáltak holttesteket.

## Fekvése, megközelítése
A temető Budapest belvárosa, valamint az M1-es és M7-es autópálya felől is könnyen megközelíthető; mindkét sztrádáról a törökbálinti csomópontnál kell letérni, majd Budakeszi felé kell továbbhaladni. A főbejárat GPS koordinátái: N 47° 28,066’, E 18° 54,100’.
A temető hétköznapokon egész évben nyitva tart, 8-tól 16 óráig; áprilistól novemberig hétvégén és ünnepnapokon is látogatható, 10 és 18 óra között. A sírkert  és békepark látogatása, illetve a mellékhelyiségek használata ingyenes, de a látogatóknak szem előtt kell tartaniuk, hogy a helyszínen virág vagy más sírdísz vásárlására nincs lehetőség.

## Története
A központi fekvésű német-magyar haditemető létesítéséről még az 1990-es évek elején született döntés, a tervezési és az előkészületi munkák ennek megfelelően 1992-ben el is kezdődtek. A területet a Magyar Állam ajánlotta fel erre a célra, a temető kialakítását a Német Hadisírgondozó Népi Szövetség (Volksbund Deutsche Kriegsgräberfürsorge e. V.) vállalta magára. A terveket Csongrádi János építész és Dékány Margit kertépítész készítette el, a sírkertet egy azzal határos békeparkkal kombinálva. A parkba 1998-tól fogva több száz facsemetét telepítettek, részben a hozzátartozók és az érdeklődők adományaiból, részben az előbb említett szövetség tagjai által nyújtott támogatásokból.
A temető felavatására mintegy tíz évvel a projekt megindítása után, 2002. október 19-én került sor. A megnyitón többek között beszédet mondott a hivatalban lévő magyarországi német nagykövet, Wilfried Gruber is, aki emlékező beszédében azt kívánta, hogy „ez a hely háború és a felejtés elleni figyelmeztető jel legyen, amely kiengesztelődésre, toleranciára és békére szólít fel”. A Földművelésügyi és Vidékfejlesztési Minisztérium később a temető teljes területét és főépületét is „Pro Architectura” díjjal tüntette ki.

### A Német Hadisírgondozó Népi Szövetség
A Német Hadisírgondozó Népi Szövetség egy humanitárius szervezet, mely a Németország határain kívül található német hadisírok gondozását látja el, szerepet vállal továbbá az oktatási munka és a megemlékezési kultúra támogatásában is; hazánkban további 14 hadi temetőt tartanak fenn. A szövetség minden ország központi katonatemetőjében kihelyez egy névlistát, melyben az adott országban elhunyt összes német háborús áldozat neve szerepel. Hazánkban ez az emlékkönyv itt, a budaörsi katonatemetőben található. 